# Tini Nindzsa Teknőcök (képregény)
A Tini Nindzsa Teknőcök (rövidebb formában Nindzsa Teknőcök, Hős Teknősök, vagy csak TNT), egy kitalált, emberszerű mutáns teknősökből álló nindzsa-csapat, akik Manhattan csatornarendszerében laknak.
A Tini Nindzsa Teknőcök először 1984-ben, az amerikai Mirage Studios által kiadott Teenage Mutant Ninja Turtles című képregényben szerepeltek. A bűnüldöző teknőcök ötlete egyetlen skiccből született meg, melyet Kevin Eastman készített viccből barátjának Peter Lairdnak. A vicc azonban nem bizonyult rossz ötletnek és egy adó-visszatérítésből származó pénzből és némi kölcsönből Eastman bácsikájától, a két fiatal művész maga adta ki a Nindzsa Teknőcök első képregényét. A mutáns teknőcök eredetileg az 1980-as évek népszerű képregényeinek, a Fenegyereknek, az Új Mutánsoknak, a Cerebusnak és a Rōnin a paródiájaként születtek meg.
A Nindzsa Teknőcök sikerüket nagyrészt Mark Freedman licenc-ügynöknek köszönhetik. 1988 januárjában Freedman, Eastman és Laird felkeresték egy kis kaliforniai játékgyártó vállalat, a Playmates Toys irodáját, akik szerették volna kiterjeszteni kínálatukat az akciófigurákra is. A játékfigurák és a korábban adásba került Tini Nindzsa Teknőcök rajzfilmsorozat beírta a Teknőcök nevét a popkultúra történelmébe.

## Főbb szereplők
A különféle változatokban az egyes szereplők más történeti háttérrel rendelkeznek.
Leonardo – A Teknőcök vezetője, bátor és higgadt harcos, a busido elkötelezett követője. Fegyvere: két katana. Nevét Leonardo da Vinciről kapta.
Raffaello – A csapat rosszfiúja, forrófejű és sokszor meggondolatlan. Heves természete miatt gyakran megkérdőjelezi Leonardo vezetői pozícióját. Fegyvere: egy pár sai. Nevét Raffaello Sanzioról kapta.
Donatello – A csapat lángelméjű tudósa, feltalálója és technikai zsenije. A harc helyett szívesebben használja az eszét a konfliktusok megoldására. Fegyvere: egy bot. Nevét Donatelloról kapta.
Michelangelo – A csapat felelőtlen és kalandvágyó mókamestere, aki az egész napot csak szórakozással töltené. Fegyvere: egy pár nuncsaku. Nevét Michelangelo Buonarrotiról kapta.
Szecska mester – A Hős Teknősök nevelőapja és szenszeie, aki átváltozása előtt a nindzsucu egyik legnagyobb mestere, Hamato Yosi volt. Az eredeti történet szerint, mint a teknőcök ő is egy vegyi anyag hatására alakult át. Szecska mester Fenegyerek tanítójának, Sticknek a paródiája. Sok idő múlva, egyszer aztán visszaváltozott végleg emberré egy ellenszer segítségével, míg a teknőcök végleg emberméretű teknőcök maradtak.
April O’Neil – A Teknősök hű segítőtársa és barátja. Régiség kereskedő, az első rajzfilmben és mozifilmekben riporter.
Casey Jones Egy régi lelki sérelme miatt örök bosszút fogadott a Vörös Sárkányok ellen. Mindig hoki maszkban harcol, hogy ne ismerjék fel. Fegyvereként csöveket hoki baseball és golfütőket használ. Jó barátja a teknősöknek, különösen jó barátságban van Raffaellóval akivel rokon lelkek. Szerelmes April O’Neil-be.
Baxter Stockman Ő egy rendkívüli elmével megáldott tudós, aki egyben őrült is. A siker, a pénz, és a hírnév teljesen megváltoztatta. Oroku Sakinak kezdett el dolgozni, aki hatalmas vagyonokat ajánlott fel neki munkájáért. Bármilyen gépet képes megépíteni. Szerkezeteit főleg a Zúzó aljas terveinek megvalósításához készíti el. April az alkalmazottja volt, azonban kirúgta, mivel a lány túlságosan is kíváncsi volt és felfedezte titkait. A teknőcöket és barátaikat már többször is megpróbálta elpusztítani, de mindig kudarcot vallott. Oroku Saki pedig ezért keményen megbüntette. Számtalan alkalommal megcsonkította testét, azonban sosem halt meg, hála a zseniális elméjének.
Oroku Saki Zúzó Ő a Fürge-láb harcosok, egy nindzsákból álló bűnbanda vezére. Ő gyilkolta meg Szecska mester mesterét Hamato Yosit. Egy kegyetlen, hazug, álnok ember, aki bármit megtesz a célja érdekében. Számos ember dolgozik neki köztük Baxter Stocman aki már többször megpróbálta elárulni de nem sikerült neki és ezért Zúzó mindig megbüntette. Zúzó lánya Karai, akit gyerekkorától kezdve nindzsának képzett ki (a 2003-as rajzfilmben csak fogadott lánya).
Krang Zúzó felettese az első rajzfilm sorozatban, egy x dimenzióbeli idegen. A képregény utromjairól mintázták, hozzájuk hasonlóan ő is egy robottestben él. Bázisa a Technodrome. Az új rajzfilmben, mintegy viccből az egyik utromot Krangnek hívták
Fürge-láb harcosok (a negyedik mozifilmben Talpas klán, az új rajzfilmben egyszerűen csak nindzsák). Zúzó harcosai. A Marvel képregények Kéz nindzsáinak paródiái. Gyakran együtt működnek a Vörös Sárkányokkal.

## Tini Nindzsa Teknőcök a televízióban

### Tini Nindzsa Teknőcök (Teenage Mutant Ninja Turtles, 1987-1996)
Az első adaptáció. A képregénynél játékosabb, humorosabb hangvétellel. Szecska mester itt Hamato Josi, aki egy antopomorf patkánnyá változott, nem pedig Josi patkánya mint a többi változatban. April O'Neil pedig TV riporter. Zúzó itt felettest kap az X dimenzióbeli Krang személyében, akit a képregénysorozat utromjairól mintáztak. Zúzóhoz tartozik még az emberszabású rinocérosz-vadkan páros Rocksteady és Bebop. Zúzó nindzsái itt egytől egyig robotok.
Magyarul a harmadik évad végéig (a 65 epizódig) volt a sorozat látható az M1 csatornán, később az RTL Klub is műsorra tűzte. A Nickelodeon megvásárolta az 1987-es Tini Nindzsa Teknőcök-sorozat globális vetítési jogait.
Az IGN.com az 55. legjobb rajzfilmsorozatnak választotta 

### Teenage Mutant Ninja Turtles: Legend of the Supermutants (1996)
Két részes anime. Az első rajzfilmsorozaton alapul. Címe ミュータント・タートルズ超人伝説偏, Myūtanto Tātoruzu: Chōjin Densetsu Hen

### Ninja Turtles: The Next Mutation (1997-1998)
Élőszereplős sorozat. Az első három mozifilmhez hasonlóan, ezt is bábokkal és maszkokkal oldották meg. Van néhány laza történeti kapcsolat a trilógia és sorozat között. A legnagyobb különbség az alapműhöz képest, hogy itt feltűnik az ötödik (és egyetlen nőstény) nindzsa teknős Vénusz. A szereplők vendégszerepeltek a Power Rangers: In Space című sorozatban.

### A Tini Nindzsa Teknőcök új kalandjai (Teenage Mutant Ninja Turtles, 2003-2009)
Az alapműhöz sokkal hűbb adaptáció. A legnagyobb különbség, hogy Zúzó itt egy utrom. Az ötödik évadtól minden évfolyam alcímet kapott, illetve Magyarországon innen különálló sorozatokká lettek választva Tini Nindzsa Teknőcökhöz hozzárendelt mellékcímekkel. Előtte a negyedik évadban a teknősök legyőzik Zúzót.
- A jövő kalandorai (Fast Forward, 2006-2007): sugárzási sorrendben ötödik, történeti rendben hatodik évad. A jövőben rekedt teknőcök kalandjait mondja el.
- Ninja Tribunal (2006-2008): Elveszett évadnak is nevezik. A jövő kalandorait sugározták helyette. Az epizódok végül kábeltelevíziók és DVD forgalmazók jóvoltából láttak napvilágot. Magyarul nem sugározták.
- Visszatérés (Back to the Sewer, 2008-2009): A jövőből haza tért teknőcök kalandjait mondja el a virtuális világban. 2012 február elsejétől volt látható az RTL Klub műsorán.
- Turtles Forever (2009): Film hosszúságú epizód. A sorozat teknőcei találkoznak az első rajzfilm és az eredeti képregény teknőceivel. A teknőcök megalkotásának 25. évfordulójára készült. Magyarul nem sugározták.

### Tini nindzsa teknőcök (2012-2017)
Egy animációs sorozat, a Nickelodeon készíti, premierje 2012. szeptember 29-én volt. A sorozat több különbséget is tartalmaz az eddigiekhez képest. Itt Zúzó ismét ember, és van egy utrom serege, amelynek minden emberét Krangnek hívják. Emellett itt Szecska mester és Zúzó egy nő miatt vesztek össze. A legnagyobb különbségek, hogy a sorozatban Szecska mester vette a teknősöket, és ő is attól a szertől lett mutáns mint a teknősök, és April egy 16 éves lány. Magyarországon szintén a Nickelodeon kezdte el először vetíteni 2013. január 20-án.

## Videójátékok
Az első Tini Nindzsa Teknőcökkel foglalkozó videójátékokat a japán Konami cég állította elő. Az 1989-ben megjelent Teenage Mutant Ninja Turtles című videójáték volt az első darab, mely Nintendón, PC-én, Amigán, Atarin és egyéb konzolokon is megjelent. Az 1980-as évek vége a Tini Nindzsa Teknőcök aranykora volt, ezért természetes volt hogy a kiadott videójátékot újabbak követték. Még ugyanebben az évben megjelent a Teenage Mutant Ninja Turtles: The Arcade Game című videójáték. 1990-ben két játék debütált, a Teenage Mutant Ninja Turtles: Fall of the Foot Clan mely csak kizárólag Gameboyon jelent meg, és ez volt az első alkalom hogy a Tini Nindzsák elérhetővé váltak a Gameboy rajongói számára is. A másik 1990-es játék a Teenage Mutant Ninja Turtles: Manhattan Missions volt, melyet csak DOS-ra írtak. 1991-ben egyre kevesebb konzolon jelentek meg a játékok, az első játéktól eltérően ahol az elkészített játékot több konzolon is lehetett játszani, a játékok kifejezetten egy-egy konzolra íródtak. ATeenage Mutant Ninja Turtles III: The Manhattan Project kizárólag csak Nintendón, a Teenage Mutant Ninja Turtles II: Back from the Sewers csak Gameboyon és a Teenage Mutant Ninja Turtles: Turtles in Time Arcade-on volt játszható, igaz ez utóbbi 1992-nem Super Nintendón is megjelent. 1992-ben jelent meg a Sega Genesis-re a Teenage Mutant Ninja Turtles: The Hyperstone Heist, és ugyanebben az évben a Teenage Mutant Ninja Turtles III: Radical Rescue mely a Gameboy kedvelőknek készült. 1993-ban a Tini Nindzsa Teknőcök népszerűsége csökkent, s ez meglátszott a videójátékokon is, ebben az évben csak egy videójáték készült a Teenage Mutant Ninja Turtles: Tournament Fighters melyet a Sega Genesis mellett, Nintendón és Super Nintendón is végig lehetett játszani.